# إيفرت شارب
إيفرت شارب (بالإنجليزية: Everett Sharp)‏ هو لاعب كرة قدم أمريكية أمريكي، ولد في 25 يونيو 1918 في كورينث في الولايات المتحدة، وتوفي في 1 فبراير 1996.